# Naro
Naro là một đô thị ở tỉnh Agrigento, đảo Sicilia, Italia. Các đô thị giáp ranh là: Agrigento, Caltanissetta, Camastra, Campobello di Licata, Canicattì, Castrofilippo, Delia, Favara, Licata, Palma di Montechiaro, Ravanusa và Sommatino.
Naro được lập vào thời Trung cổ. Vào ngày 18 tháng 6 hàng năm, đô thị này kỷ niệm lễ thánh bảo trợ địa phương, San Calogero. 